# Países Baixos nos Jogos Olímpicos de Inverno de 2018
Os Países Baixos participaram dos Jogos Olímpicos de Inverno de 2018, realizados na cidade de Pyeongchang, na Coreia do Sul.
O país fez sua vigésima primeira aparição em Olimpíadas de Inverno, sendo que participa regularmente desde os Jogos de 1936, em Garmisch-Partenkirchen. Sua delegação foi composta de 33 atletas que competiram em quatro esportes.

## Medalhas
| Atleta                                                              | Esporte                                | Evento                            | Medalha |
| ------------------------------------------------------------------- | -------------------------------------- | --------------------------------- | ------- |
| Carlijn Achtereekte                                                 | Patinação de velocidade                | 3000 m feminino                   | Ouro    |
| Sven Kramer                                                         | Patinação de velocidade                | 5000 m masculino                  | Ouro    |
| Ireen Wüst                                                          | Patinação de velocidade                | 1500 m feminino                   | Ouro    |
| Kjeld Nuis                                                          | Patinação de velocidade                | 1500 m masculino                  | Ouro    |
| Jorien ter Mors                                                     | Patinação de velocidade                | 1000 m feminino                   | Ouro    |
| Esmee Visser                                                        | Patinação de velocidade                | 5000 m feminino                   | Ouro    |
| Suzanne Schulting                                                   | Patinação de velocidade em pista curta | 1000 m feminino                   | Ouro    |
| Kjeld Nuis                                                          | Patinação de velocidade                | 1000 m masculino                  | Ouro    |
| Sjinkie Knegt                                                       | Patinação de velocidade em pista curta | 1500 m masculino                  | Prata   |
| Ireen Wüst                                                          | Patinação de velocidade                | 3000 m feminino                   | Prata   |
| Yara van Kerkhof                                                    | Patinação de velocidade em pista curta | 500 m feminino                    | Prata   |
| Patrick Roest                                                       | Patinação de velocidade                | 1500 m masculino                  | Prata   |
| Jorrit Bergsma                                                      | Patinação de velocidade                | 10000 m masculino                 | Prata   |
| Marrit Leenstra Ireen Wüst Antoinette de Jong Lotte van Beek        | Patinação de velocidade                | Perseguição por equipes feminino  | Prata   |
| Antoinette de Jong                                                  | Patinação de velocidade                | 3000 m feminino                   | Bronze  |
| Marrit Leenstra                                                     | Patinação de velocidade                | 1500 m feminino                   | Bronze  |
| Suzanne Schulting Yara van Kerkhof Lara van Ruijven Jorien ter Mors | Patinação de velocidade em pista curta | Revezamento 3000 m feminino       | Bronze  |
| Patrick Roest Jan Blokhuijsen Sven Kramer Koen Verweij              | Patinação de velocidade                | Perseguição por equipes masculino | Bronze  |
| Irene Schouten                                                      | Patinação de velocidade                | Largada coletiva feminina         | Bronze  |
| Koen Verweij                                                        | Patinação de velocidade                | Largada coletiva masculina        | Bronze  |

## Desempenho

### Patinação de velocidade
Feminino
| Atleta                 | Evento | Final   | Final             |
| Atleta                 | Evento | Tempo   | Pos.              |
| ---------------------- | ------ | ------- | ----------------- |
| Carlijn Achtereekte    | 3000 m | 3:59.21 | Medalha de ouro   |
| Lotte van Beek         | 1500 m | 1:55.27 | 4º                |
| Lotte van Beek         | 500 m  | 39.18   | 23º               |
| Anice Das              | 500 m  | 38.75   | 19º               |
| Antoinette de Jong     | 3000 m | 4:00.02 | Medalha de bronze |
| Marrit Leenstra        | 1000 m | 1:14.85 | 6º                |
| Marrit Leenstra        | 1500 m | 1:55.26 | Medalha de bronze |
| Jorien ter Mors        | 500 m  | 37.539  | 6                 |
| Jorien ter Mors        | 1000 m | 1:13.56 | Medalha de ouro   |
| Esmee Visser           | 5000 m | 6:50.23 | Medalha de ouro   |
| Annouk van der Weijden | 5000 m | 6:54.17 | 4º                |
| Ireen Wüst             | 1000 m | 1:15.32 | 9º                |
| Ireen Wüst             | 1500 m | 1:54.35 | Medalha de ouro   |
| Ireen Wüst             | 3000 m | 3:59.29 | Medalha de prata  |

Masculino
| Atleta          | Evento  | Final    | Final            |
| Atleta          | Evento  | Tempo    | Pos.             |
| --------------- | ------- | -------- | ---------------- |
| Jorrit Bergsma  | 10000 m | 12:41.98 | Medalha de prata |
| Jan Blokhuijsen | 5000 m  | 6:14.75  | 7º               |
| Sven Kramer     | 5000 m  | 6:09.76  | Medalha de ouro  |
| Sven Kramer     | 10000 m | 13:01.02 | 6º               |
| Ronald Mulder   | 500 m   | 34.839   | 7º               |
| Kjeld Nuis      | 1000 m  | 1:07.95  | Medalha de ouro  |
| Kjeld Nuis      | 1500 m  | 1:44.01  | Medalha de ouro  |
| Patrick Roest   | 1500 m  | 1:44.86  | Medalha de prata |
| Jan Smeekens    | 500 m   | 34.930   | 10º              |
| Kai Verbij      | 500 m   | 34.90    | 9º               |
| Kai Verbij      | 1000 m  | 1:08.61  | 6º               |
| Koen Verweij    | 1000 m  | 1:09.14  | 9º               |
| Koen Verweij    | 1500 m  | 1:46.26  | 11º              |
| Bob de Vries    | 5000 m  | 6:22.26  | 15º              |

Largada coletiva
| Atleta                 | Evento    | Semifinal | Semifinal | Semifinal | Final  | Final   | Final             |
| Atleta                 | Evento    | Pontos    | Tempo     | Pos.      | Pontos | Tempo   | Pos.              |
| ---------------------- | --------- | --------- | --------- | --------- | ------ | ------- | ----------------- |
| Irene Schouten         | Feminino  | 5         | 8:54.94   | 4º        | 20     | 8:33.02 | Medalha de bronze |
| Annouk van der Weijden | Feminino  | 40        | 8:32.31   | 2º        | 0      | 8:42.19 | 14º               |
| Sven Kramer            | Masculino | 6         | 8:24.51   | 4º        | 0      | 8:13.95 | 16º               |
| Koen Verweij           | Masculino | 5         | 8:44.90   | 5º        | 20     | 7:44.24 | Medalha de bronze |

Perseguição
| Atleta                                                       | Evento    | Quartas                      | Quartas | Semifinal                    | Semifinal | Final                       | Final             |
| Atleta                                                       | Evento    | Adversário Tempo             | Pos.    | Adversário Tempo             | Pos.      | Adversário Tempo            | Pos.              |
| ------------------------------------------------------------ | --------- | ---------------------------- | ------- | ---------------------------- | --------- | --------------------------- | ----------------- |
| Antoinette de Jong Marrit Leenstra Ireen Wüst Lotte van Beek | Feminino  | KOR Coreia do Sul V 2:55.61  | 1º Q    | USA Estados Unidos V 3:00.41 | 1º QA     | JPN Japão D 2:55.48         | Medalha de prata  |
| Jan Blokhuijsen Sven Kramer Koen Verweij Patrick Roest       | Masculino | USA Estados Unidos V 3:40.03 | 2º Q    | NOR Noruega D 3:38.46        | 2º QB     | NZL Nova Zelândia V 3:38.40 | Medalha de bronze |

### Patinação de velocidade em pista curta
Feminino
| Atleta                                                              | Evento             | Preliminar | Preliminar | Quartas     | Quartas     | Semifinal   | Semifinal   | Final       | Final             |
| Atleta                                                              | Evento             | Tempo      | Pos.       | Tempo       | Pos.        | Tempo       | Pos.        | Tempo       | Pos.              |
| ------------------------------------------------------------------- | ------------------ | ---------- | ---------- | ----------- | ----------- | ----------- | ----------- | ----------- | ----------------- |
| Yara van Kerkhof                                                    | 500 m              | 43.430     | 2º Q       | 43.197      | 2º Q        | 43.192      | 1º QA       | 43.256      | Medalha de prata  |
| Yara van Kerkhof                                                    | 1000 m             | 1:43.364   | 2º Q       | 1:29.670    | 4º          | Não avançou | Não avançou | Não avançou | Não avançou       |
| Jorien ter Mors                                                     | 1500 m             | 2:28.587   | 2º Q       |             |             | 2:34.385    | 1º QA       | 2:25.955    | 5º                |
| Lara van Ruijven                                                    | 500 m              | 43.771     | 3º         | Não avançou | Não avançou | Não avançou | Não avançou | Não avançou | Não avançou       |
| Lara van Ruijven                                                    | 1000 m             | 1:30.896   | 1º Q       | 1:31.754    | 4º          | Não avançou | Não avançou | Não avançou | Não avançou       |
| Suzanne Schulting                                                   | 500 m              | DNF        | DNF        | Não avançou | Não avançou | Não avançou | Não avançou | Não avançou | Não avançou       |
| Suzanne Schulting                                                   | 1000 m             | 1:29.519   | 1º Q       | 1:29.377    | 2º Q        | 1:30.949    | 1º QA       | 1:29.778    | Medalha de ouro   |
| Suzanne Schulting                                                   | 1500 m             | 2:27.730   | 1º Q       |             |             | 2:34.632    | 4º QB       | 2:37.163    | 10º               |
| Yara van Kerkhof Jorien ter Mors Lara van Ruijven Suzanne Schulting | Revezamento 3000 m |            |            |             |             | 4:05.977    | 3º QB       | 4:03.471    | Medalha de bronze |

Masculino
| Atleta                                                    | Evento             | Preliminar | Preliminar | Quartas     | Quartas     | Semifinal   | Semifinal   | Final       | Final            |
| Atleta                                                    | Evento             | Tempo      | Pos.       | Tempo       | Pos.        | Tempo       | Pos.        | Tempo       | Pos.             |
| --------------------------------------------------------- | ------------------ | ---------- | ---------- | ----------- | ----------- | ----------- | ----------- | ----------- | ---------------- |
| Daan Breeuwsma                                            | 500 m              | 40.806     | 2º Q       | 40.677      | 2º Q        | 40.775      | 4º QB       | 40.835      | 7º               |
| Daan Breeuwsma                                            | 1000 m             | 1:24.429   | 4º         | Não avançou | Não avançou | Não avançou | Não avançou | Não avançou | Não avançou      |
| Dylan Hoogerwerf                                          | 500 m              | 40.657     | 2º Q       | 41.007      | 3º          | Não avançou | Não avançou | Não avançou | Não avançou      |
| Sjinkie Knegt                                             | 500 m              | PEN        | PEN        | Não avançou | Não avançou | Não avançou | Não avançou | Não avançou | Não avançou      |
| Sjinkie Knegt                                             | 1000 m             | 1:23.823   | 1º Q       | PEN         | PEN         | Não avançou | Não avançou | Não avançou | Não avançou      |
| Sjinkie Knegt                                             | 1500 m             | 2:15.949   | 3º Q       |             |             | 2:11.900    | 1º QA       | 2:10.555    | Medalha de prata |
| Itzhak de Laat                                            | 1000 m             | 1:24.639   | 1º Q       | 1:24.423    | 3º          | Não avançou | Não avançou | Não avançou | Não avançou      |
| Itzhak de Laat                                            | 1500 m             | 2:15.691   | 2º Q       |             |             | 2:11.781    | 3º ADV      | 2:12.362    | 6º               |
| Daan Breeuwsma Sjinkie Knegt Itzhak de Laat Dennis Visser | Revezamento 5000 m |            |            |             |             | PEN         | PEN         | Não avançou | Não avançou      |

### Skeleton
| Atleta        | Evento   | Final     | Final     | Final     | Final     | Final   | Final |
| Atleta        | Evento   | Descida 1 | Descida 2 | Descida 3 | Descida 4 | Total   | Pos.  |
| ------------- | -------- | --------- | --------- | --------- | --------- | ------- | ----- |
| Kimberley Bos | Feminino | 52.33     | 52.26     | 51.99     | 52.01     | 3:28.59 | 8º    |

### Snowboard
Livre
| Atleta              | Evento               | Qualificatória | Qualificatória | Qualificatória | Final       | Final       | Final       | Final       |
| Atleta              | Evento               | Descida 1      | Descida 2      | Pos.           | Descida 1   | Descida 2   | Descida 3   | Pos.        |
| ------------------- | -------------------- | -------------- | -------------- | -------------- | ----------- | ----------- | ----------- | ----------- |
| Cheryl Maas         | Big air feminino     | 65.00          | 44.75          | 20º            | Não avançou | Não avançou | Não avançou | Não avançou |
| Cheryl Maas         | Slopestyle feminino  | Cancelado      | Cancelado      | Cancelado      | 31.71       | 35.30       | CAN         | 23º         |
| Niek van der Velden | Big air masculino    | DNS            | DNS            | DNS            | Não avançou | Não avançou | Não avançou | Não avançou |
| Niek van der Velden | Slopestyle masculino | DNS            | DNS            | DNS            | Não avançou | Não avançou | Não avançou | Não avançou |

Paralelo
| Atleta          | Evento                           | Preliminar | Preliminar | Oitavas     | Quartas     | Semifinal   | Final       | Final       |
| Atleta          | Evento                           | Tempo      | Pos.       | Posição     | Posição     | Posição     | Posição     | Pos.        |
| --------------- | -------------------------------- | ---------- | ---------- | ----------- | ----------- | ----------- | ----------- | ----------- |
| Michelle Dekker | Slalom gigante paralelo feminino | 1:33.60    | 17º        | Não avançou | Não avançou | Não avançou | Não avançou | Não avançou |

Legenda
| Recorde mundial      | Recorde mundial (World record)               |                       | Recorde africano                      | Recorde africano (African) |                                           | Q | Classificado por posição (Qualified) |
| Recorde olímpico     | Recorde olímpico (Olympic record)            | Recorde da América    | Recorde da América (Americas)         | q                          | Classificado por melhor tempo (Qualified) |   |                                      |
| Melhor marca do ano  | Melhor marca do ano (World leading)          | Recorde asiático      | Recorde asiático (Asian)              | DNS                        | Não largou (Did not start)                |   |                                      |
| Recorde nacional     | Recorde nacional (National record)           | Recorde europeu       | Recorde europeu (European)            | DNF                        | Não terminou (Did not finish)             |   |                                      |
| Recorde pessoal      | Recorde pessoal do atleta (Personal best)    | Recorde da Oceania    | Recorde da Oceania (Oceania)          | DSQ / DQ                   | Desclassificado (Disqualified)            |   |                                      |
| Recorde da temporada | Recorde da temporada do atleta (Season best) | Recorde sul-americano | Recorde sul-americano (South America) | NM                         | Sem marca (No mark)                       |   |                                      |

### Patinação de velocidade
| Recorde de pista | Recorde da pista (Track record)               |  |  |
| QA               | Classificado para a final A                   |  |  |
| QB               | Classificado para a final B                   |  |  |
| ADV              | Classificado após decisão arbitral (Advanced) |  |  |
| PEN              | Pênalti                                       |  |  |
| YC               | Cartão amarelo (Yellow Card)                  |  |  |